# Domestic Disturbance
Domestic Disturbance is een Amerikaanse thriller uit 2001 met in de hoofdrol John Travolta. De film ontving slechte recensies en maakte verlies in de bioscopen.

## Plot
Frank gaat op onderzoek uit nadat zijn zoon getuige is van een moord.

## Rolverdeling
| Acteur        | Personage                  |
| ------------- | -------------------------- |
| John Travolta | Frank Morrison             |
| Vince Vaughn  | Rick Barnes / Jack Parnell |
| Teri Polo     | Susan Barnes               |
| Matt O'Leary  | Danny Morrison             |
| Steve Buscemi | Ray Coleman                |